# Cota
Cota (em grafia antiga Côta) é uma povoação portuguesa sede da Freguesia de Cota do Município de Viseu, freguesia com 41,55 km² de área e 796 habitantes (censo de 2021), tendo, por isso, uma densidade populacional de 19,2 hab./km².

## Demografia
A população registada nos censos foi:
| Distribuição da População por Grupos Etários | Distribuição da População por Grupos Etários | Distribuição da População por Grupos Etários | Distribuição da População por Grupos Etários | Distribuição da População por Grupos Etários |
| -------------------------------------------- | -------------------------------------------- | -------------------------------------------- | -------------------------------------------- | -------------------------------------------- |
| Ano                                          | 0-14 Anos                                    | 15-24 Anos                                   | 25-64 Anos                                   | > 65 Anos                                    |
| 2001                                         | 156                                          | 163                                          | 584                                          | 378                                          |
| 2011                                         | 67                                           | 86                                           | 420                                          | 401                                          |
| 2021                                         | 43                                           | 46                                           | 314                                          | 393                                          |

## Património
- Igreja Paroquial de Cota
- Capela de São Silvestre
- Capela de São Miguel
- Capela de Senhora do Freixo
- Capela de São João
- Capela de Santo António
- Capela de Nossa Senhora dos Aflitos

## Equipamentos
- Jardim de Infância e EB1 de Sanguinhedo de Cota
- Campo de Jogos
- Cemitério de Sanguinhedo de Cota
- Cemitério de Nogueira de Cota

## Associativismo
- As Abelhinhas - Associação de Solidariedade Social (Lar, Jardim de Infância, Centro de Dia e Grupo Etnográfico)
- As Pastorinhas de Cota - Associação Desportiva e Social de Cota
- Associação Social, Desportiva, Recreativa e Cultural de Nogueira de Cota
- Associação de Caça e Pesca de Côta